# Alte Oper

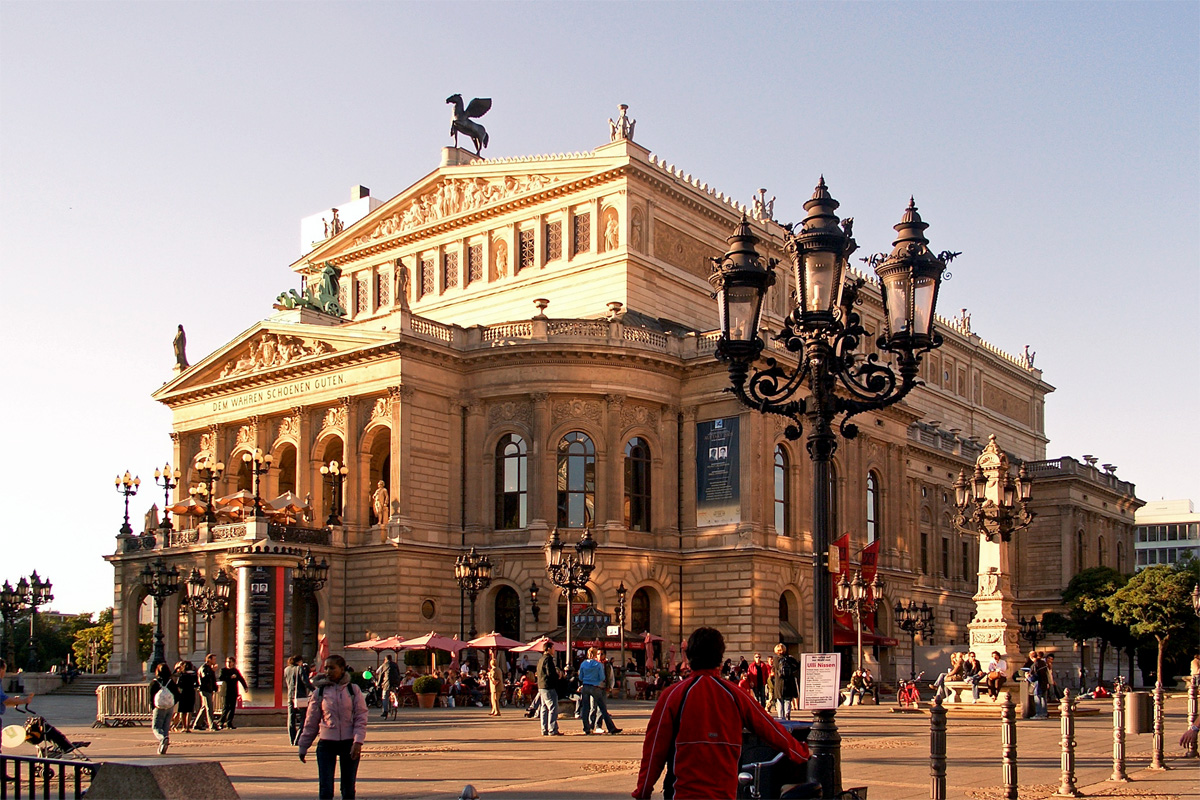
Edifici de l'Alte Oper

L'Alte Oper ('Òpera Antiga' en català) és una sala de concerts i antic teatre d'òpera de la ciutat de Frankfurt del Main a Alemanya.

## Història
Dissenyada per Richard Lucae, va ser inaugurada el 20 d'octubre de 1880, en presència del Kàiser Guillem I d'Alemanya. L'any 1937 s'hi va estrenar l'obra Carmina Burana de Carl Orff.
Pràcticament destruïda durant els bombardejos de la Segona Guerra Mundial el 1944, les ruïnes van estar a punt de desaparèixer i ser reemplaçades per un edifici modern. Una campanya dels ciutadans la va salvar i la reconstrucció va començar el 1953. Va ser reoberta el 1981 amb la Vuitena Simfonia de Gustav Mahler dirigida per Michael Gielen.

## Característiques
Consta de dues sales principals, el Gran Saló (Großer Saal) per a 2.500 espectadors i la Sala Mozart (Mozart-Saal) per a 700, i sales més petites per altres utilitzacions.
El 1951 es va inaugurar la nova Òpera de Frankfurt, per aquest motiu, durant la reconstrucció de l'antiga, es va tornar a dissenyar l'interior per a sala de concerts, peces de teatre i alguna vegada òpera, encara que aquesta disciplina entra preferentment a la nova sala.